# Agy
Agy és un municipi francès situat al departament de Calvados i a la regió de Normandia. L'any 2007 tenia 245 habitants.

## Demografia

### Població
El 2007 la població de fet d'Agy era de 245 persones. Hi havia 91 famílies de les quals 15 eren unipersonals (11 homes vivint sols i 4 dones vivint soles), 30 parelles sense fills, 38 parelles amb fills i 8 famílies monoparentals amb fills.
La població ha evolucionat segons el següent gràfic:
Habitants censats

### Habitatges
El 2007 hi havia 103 habitatges, 94 eren l'habitatge principal de la família, 4 eren segones residències i 5 estaven desocupats. 101 eren cases i 1 era un apartament. Dels 94 habitatges principals, 86 estaven ocupats pels seus propietaris, 5 estaven llogats i ocupats pels llogaters i 3 estaven cedits a títol gratuït; 1 tenia una cambra, 3 en tenien dues, 8 en tenien tres, 16 en tenien quatre i 66 en tenien cinc o més. 78 habitatges disposaven pel capbaix d'una plaça de pàrquing. A 26 habitatges hi havia un automòbil i a 64 n'hi havia dos o més.

### Piràmide de població
La piràmide de població per edats i sexe el 2009 era:
| Homes | Edats   | Dones |
| ----- | ------- | ----- |
| 0     | 95 o +  | 0     |
| 0     | 90 a 94 | 0     |
| 0     | 85 a 89 | 0     |
| 0     | 80 a 84 | 0     |
| 0     | 75 a 79 | 0     |
| 4     | 70 a 74 | 0     |
| 4     | 65 a 69 | 0     |
| 8     | 60 a 64 | 4     |
| 0     | 55 a 59 | 8     |
| 20    | 50 a 54 | 28    |
| 24    | 45 a 49 | 20    |
| 12    | 40 a 44 | 16    |
| 4     | 35 a 39 | 4     |
| 4     | 30 a 34 | 4     |
| 12    | 25 a 29 | 8     |
| 20    | 20 a 24 | 40    |
| 16    | 15 a 19 | 8     |
| 0     | 10 a 14 | 8     |
| 4     | 5 a 9   | 0     |
| 12    | 0 a 4   | 0     |

## Economia
El 2007 la població en edat de treballar era de 183 persones, 148 eren actives i 35 eren inactives. De les 148 persones actives 142 estaven ocupades (76 homes i 66 dones) i 6 estaven aturades (2 homes i 4 dones). De les 35 persones inactives 17 estaven jubilades, 10 estaven estudiant i 8 estaven classificades com a «altres inactius».

### Ingressos
El 2009 a Agy hi havia 99 unitats fiscals que integraven 244 persones, la mediana anual d'ingressos fiscals per persona era de 20.958 €.

### Activitats econòmiques
Els 2 establiments que hi havia el 2007 eren d'empreses de construcció.
Dels 3 establiments de servei als particulars que hi havia el 2009, 1 era un paleta, 1 guixaire pintor i 1 electricista.
L'any 2000 a Agy hi havia 9 explotacions agrícoles que ocupaven un total de 270 hectàrees.

## Poblacions més properes
El següent diagrama mostra les poblacions més properes.